# Cochleosaurus

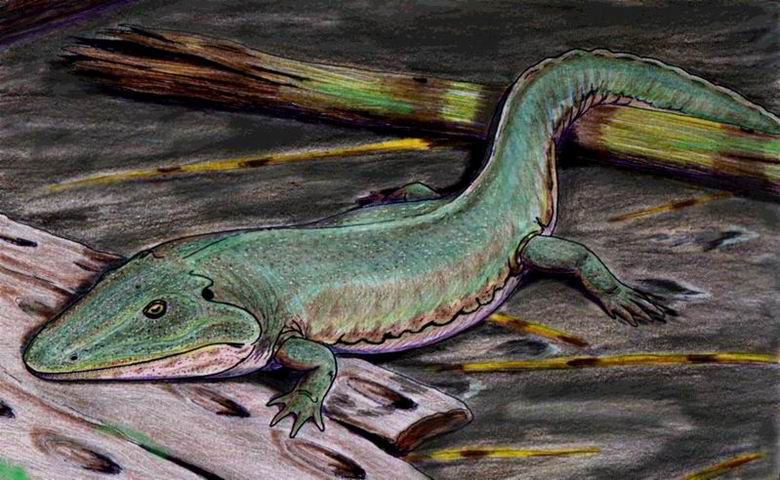
Reconstrucción

Cochleosaurus es un género extinto de anfibios temnospóndilos, que existió durante el periodo Carbonífero Tardío (Moscoviano, hace unos 310 millones de años). La gran abundancia de restos (cerca de 50 especímenes) se encintraron en la República Checa, cerca a la localidad de Nýřany. Fue una criatura de mediano tamaño, con una longitud de 120 a 160 cm. Se cree que Cochleosaurus fue un depredador semiacuático de emboscada, cazando como los cocodrilos modernos.